# Wu Jingbiao
Wu Jingbiao (en chino: 吴景彪; Changle, 10 de enero de 1989) es un deportista chino que compite en halterofilia.
Participó en los Juegos Olímpicos de Londres 2012, obteniendo una medalla de plata en la categoría de 56 kg. Ganó cuatro medallas en el Campeonato Mundial de Halterofilia entre los años 2009 y 2015.

## Palmarés internacional
| Juegos Olímpicos   | Juegos Olímpicos         | Juegos Olímpicos | Juegos Olímpicos |
| Año                | Lugar                    | Medalla          | Categoría        |
| ------------------ | ------------------------ | ---------------- | ---------------- |
| 2012               | Londres (Reino Unido)    | Medalla de plata | 56 kg            |
| Campeonato Mundial |                          |                  |                  |
| Año                | Lugar                    | Medalla          | Categoría        |
| 2009               | Goyang (Corea del Sur)   | Medalla de plata | 56 kg            |
| 2010               | Antalya (Turquía)        | Medalla de oro   | 56 kg            |
| 2011               | París (Francia)          | Medalla de oro   | 56 kg            |
| 2015               | Houston (Estados Unidos) | Medalla de plata | 56 kg            |